# Obwód orenburski
Obwód orenburski (ros. Оренбургская область, Оренбуржье) – jednostka administracyjna Federacji Rosyjskiej.

## Strefa czasowa
Obwód należy do jekaterynburskiej strefy czasowej (YEKT): do 25 października 2014 UTC+06:00 przez cały rok, od 26 października 2014 UTC+05:00 przez cały rok. 
Jeszcze wcześniej, przed 27 marca 2011 roku, obowiązywał czas standardowy (zimowy) strefy UTC+05:00, a czas letni – UTC+06:00.

## Geografia
Obwód orenburski na południu graniczy z Kazachstanem, na zachodzie z obwodem samarskim, na północy z Tatarstanem a na wschodzie z Baszkirią i obwodem czelabińskim.

## Historia
Obwód utworzono 7 grudnia 1934.

## Miasta
| Nazwa       | Nazwa rosyjska | Liczba mieszkańców (1 stycznia 2005) |
| ----------- | -------------- | ------------------------------------ |
| Orenburg    | Оренбург       | 538.626                              |
| Orsk        | Орск           | 247.576                              |
| Nowotroick  | Новотроицк     | 104.891                              |
| Buzułuk     | Бузулук        | 87.098                               |
| Bugurusłan  | Бугуруслан     | 53.104                               |
| Gaj         | Гай            | 41.108                               |
| Miednogorsk | Медногорск     | 30.417                               |
| Soroczynsk  | Сорочинск      | 29.577                               |
| Kuwandyk    | Кувандык       | 28.584                               |
| Sol-Ileck   | Соль-Илецк     | 26.259                               |
| Abdulino    | Абдулино       | 21.486                               |
| Jasnyj      | Ясный          | 17.945                               |

## Tablice rejestracyjne
Tablice pojazdów zarejestrowanych w obwodzie orenburskim mają oznaczenie 56 w prawym górnym rogu nad flagą Rosji i literami RUS.